# Hans-Joachim Otto
Hans-Joachim Otto (Chemnitz, 16 maggio 1928 – Berlino, 6 luglio 2011) è stato un dirigente sportivo tedesco, membro del FIBA Hall of Fame dal 2010 in qualità di contributore.

## Carriera
È stato Presidente della Federazione cestistica della Repubblica Democratica Tedesca (DBV) dal 1958 al 1969. Dal 1960 al 1984 è stato Tesoriere del FIBA Central Board. Ebbe un ruolo importante nella fusione tra la DBV e la DBB.
Fu inoltre tra i protagonisti del movimento antifascista giovanile in Germania Est negli anni quaranta e cinquanta.